# Liparis tschangii
Liparis tschangii är en orkidéart som beskrevs av Rudolf Schlechter. Liparis tschangii ingår i släktet gulyxnen, och familjen orkidéer. Inga underarter finns listade i Catalogue of Life.